# Crnogorski olimpijski komitet
Das Crnogorski olimpijski komitet (COK, serbisch-kyrillisch Црногорски олимпијски комитет) ist das Nationale Olympische Komitee in Montenegro mit Sitz in Podgorica.

## Geschichte
Nach der Auflösung des Staatenbunds Serbien und Montenegro im Mai 2006 kam es kurz darauf auch zur Gründung des Komitees. Im Jahr darauf erfolgte die offizielle Anerkennung durch das IOC. 2008 gab Montenegro in Peking sein Olympiadebüt bei Olympischen Sommerspielen. 2010 nahm Montenegro in Vancouver auch erstmals an Olympischen Winterspielen teil, sowie 2011 an den Spielen der kleinen Staaten von Europa. 2015 war Montenegro auch Teilnehmer bei den ersten Europaspielen in Baku.